# ماركوس ريكيلمي
ماركوس ريكيلمي (بالإسبانية: Marcos Riquelme) (1 يونيو 1989 في الأرجنتين - ) هو لاعب كرة قدم أرجنتيني في مركز الهجوم. لعب مع أوليمبو ونادي بالستينو وClub Atlético Fénix ‏.

## روابط خارجية
- ماركوس ريكيلمي على موقع قاعدة بيانات كرة القدم.إي يو (الإنجليزية)
- ماركوس ريكيلمي على موقع Soccerway.com (الإنجليزية)
- ماركوس ريكيلمي على موقع AS.com (الإسبانية)